# 波調
波调（韦苏提婆一世）（贵霜巴克特里亚文: Βαζοδηο Bazodeo；中婆罗米文:  Vā-su-de-va；中文: 波調 Bodiao；活跃于200年前后）是贵霜帝国的一位帝王，最后一位被称为“贵霜大帝”的人物。以迦腻色迦纪年64年至98年的铭文表明，他的统治时间至少从公元191年到公元232年。他统治北印度和中亚，在巴尔赫（巴克特里亚）铸造钱币。他可能必须应对崛起中的萨珊王朝，及贵霜-萨珊王朝对其领土西北部的首次入侵。
他的前任胡毗色伽的最后一份铭文是在迦腻色迦纪年60年（公元187年）书写的，而中国的记载表明他直到公元229年仍在统治。
他的名字"Vāsudeva"取自印度教的著名神祇Vāsudeva，即黑天, 他是第一位以印度神祇的名字命名的贵霜国王。他在位期间皈依了印度教。他的名字强化了其权力中心在马图拉这样一种观念.

## 与中国的联系
中国史书《三國志》中记载，他在公元229年（太和三年）向中国曹魏皇帝曹叡进贡：“（十二月）癸卯，大月氏王波调遣使奉献，以调为亲魏大月氏王。”
他是最后一位出现在中国史料中的贵霜统治者。他的统治与中国势力从中亚的撤退相吻合，有学者认为波调可能填补了中亚地区的权力真空。 这一时期法藏部佛教团体在中亚的大扩张也与此有关。

## 铸币
波调的铸币包括金第纳尔和四分之一第纳尔，以及铜币。波调几乎完全移除了迦腻色迦和胡毗色伽铸币中展示的神系。除了几枚印有Mao和Nana肖像的硬币外，波调的所有铸币背面都有Oesho，他通常被认为是湿婆。在铸币正面，波调恢复了迦腻色迦的皇家形象，帝王站立着，在祭坛上献祭，他拿着三叉戟，而不是迦腻色迦的长矛，而且他看起来像圓光。有时还会在小祭坛上添加另一个三叉戟。波调统治的末期，在自己的铸币上引入了南迪的脚符号()。

## 萨珊王朝入侵西北
波调是最后一位贵霜帝国皇帝，他的统治结束与萨珊王朝入侵印度西北部的事件相吻合，印度-萨珊王朝或贵霜-萨珊王朝于公元240年左右建立。波调可能已经失去了巴克特里亚的领土，将首都巴尔赫割让给了贵霜-萨珊王朝的阿尔达希尔（Ardashir）一世。此后，贵霜王朝的统治范围将仅限于其东部领土，即旁遮普的西部和中部。

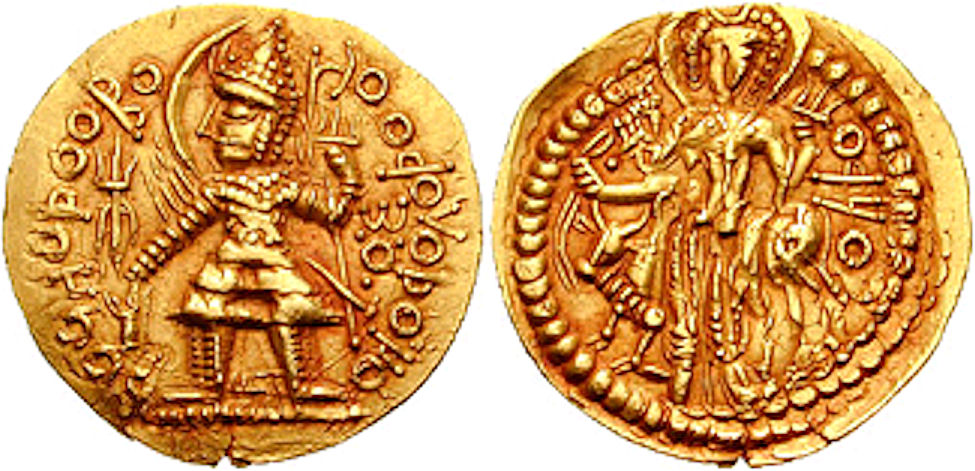
贵霜-萨珊王朝统治者阿尔达希尔一世（Ardashir I Kushanshah，约公元230年 - 约245年）铸造的仿韦苏提婆一世(Vasudeva I) 钱币
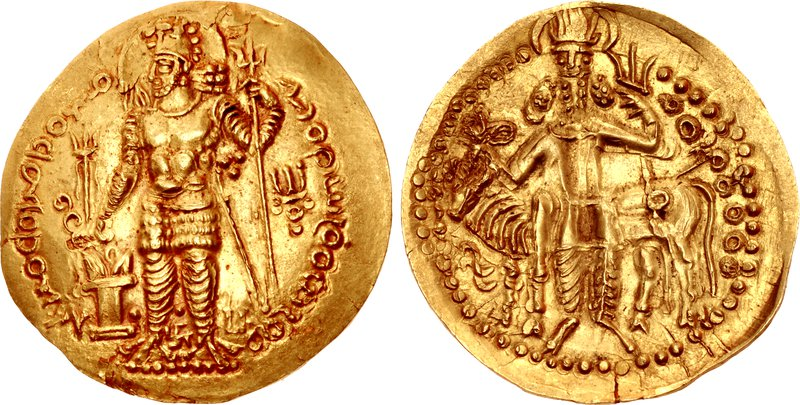
Gold coin of 貴霜王卑路斯一世 (Peroz I Kushanshah，公元246年 -275年)仿韦苏提婆一世（Vasudeva I) 的设计，在巴尔赫铸造的金币

## 雕像

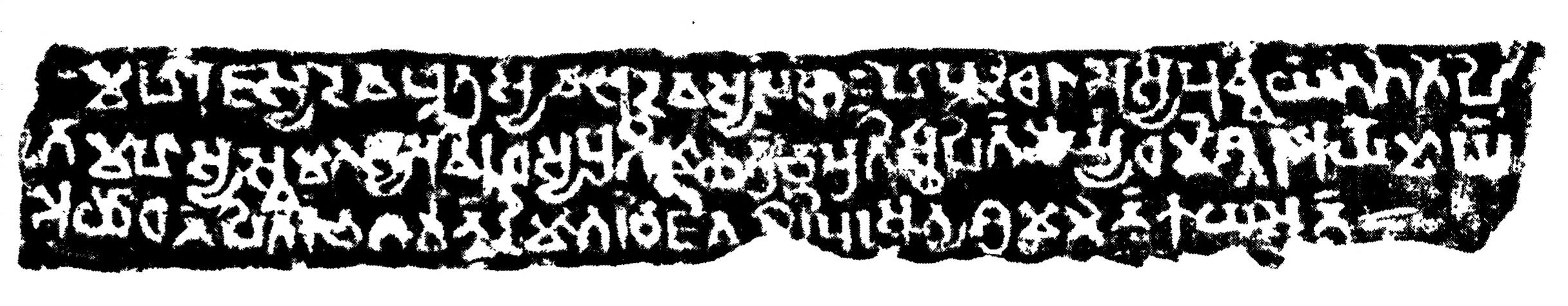
韦苏提婆一世 (Vasudeva I) 佛像，底座铭文：“大王、天神之子Vasudeva（_{} _{} Mahārājasya Devaputrasya Vāsudeva，从第一行开始）的93年（𑀲𑀁𑁣𑁔）。”马图拉博物馆。底座照片

波调相对和平的统治，以的重要艺术作品作为标志，特别是在雕像领域。几尊佛像可追溯到波调统治时期，是佛教艺术年代学的重要标记。
马图拉博物馆还发现了韦苏提婆一世佛像底座上的铭文：“在Maharaja Devaputra Vasudeva的第93年...”，可能对应于公元171年或公元220年，较新的研究认为迦腻色迦时代始于公元127年。同样来自马图拉的一尊部分完整的释迦牟尼雕像，日期标为“94年”，但没有具体提到韦苏提婆。
在马图拉发现的耆那教雕像上，也有以韦苏提婆的名义献祭并注明日期的标记。
| 可追溯至韦苏提婆一世统治时期的雕像 |
| - 哈什特纳加尔（Hashtnagar）佛像，刻有“384年”（可能是耶槃那纪年，因此应为公元209年）。 - 现藏于大英博物馆的哈什特纳加尔佛像基座上刻有“384年”（可能是耶槃那纪年，因此应为公元209年）。碑文以佉卢文写成：“sam 1 1 1 100 20 20 20 20 4 Prothavadasa masasa divasammi pamcami 4 1”（“384年，Prausthapada月第五天，五日”）。1883年，L. White King将基座从雕像主体上锯掉，并送到了大英博物馆。 大英博物馆 - 马曼尼德赫利（Mamane Dheri）佛像，刻有“89年”（可能是迦膩色伽一世时代，因此应为公元216年）。白沙瓦博物馆。 - “94年”（公元221年）释迦牟尼雕像。马图拉博物馆。 |